# Camilo Cienfuegos
Pour les articles homonymes, voir Cienfuegos (homonymie).
Camilo Cienfuegos Gorriarán, né à La Havane le 6 février 1932, est un révolutionnaire cubain, mort dans un accident aérien le 28 octobre 1959. Après les frères Castro et le Che, il est le plus célèbre des barbudos qui débarquèrent du Granma.

## Révolution cubaine
Ses parents étaient un couple de réfugiés anarchistes espagnols. Issu d'une famille pauvre, il émigre aux États-Unis où il est travailleur clandestin jusqu'à ce que les autorités de l'immigration l'expulsent.
De retour à La Havane, il participe aux luttes étudiantes contre la dictature de Fulgencio Batista, au cours desquelles il est blessé par balle et arrêté. Il est fiché par la police comme communiste. Il rejoint alors le Mexique et s'unit à l'expédition du Granma. Débarqué à Cuba le 2 décembre 1956, il fait partie de la vingtaine d'hommes commandés par Fidel Castro qui donne naissance à l'armée rebelle. En 1958, il commande la colonne no 2 « Antonio Maceo » (du nom d'un combattant indépendantiste cubain), qui effectue une avancée décisive vers La Havane. Le 2 janvier 1959, il entre victorieusement dans la capitale et prend le contrôle du camp militaire de Columbia, quartier général de l'armée de Batista.
Fondateur du ministère des Forces armées révolutionnaires avec Raúl Castro et chef d'état-major, il est dépêché par Fidel Castro pour arrêter Huber Matos, accusé de trahison et de sédition (ce dernier est condamné fin 1959 à 20 ans de réclusion, peine qu'il effectuera totalement). Camilo Cienfuegos reconnaît la culpabilité d'Huber Matos dans ses discussions, qu'il accuse de connivences avec des anticastristes exilés aux États-Unis et d'avoir tenté de joindre d'autres officiers à son éventuelle rébellion. Il participe également à la planification et à la mise en œuvre de la réforme agraire. Son frère Osmany, moins connu, y participe également quoique plus discrètement ; c'est entre autres sur son initiative que naît ce qui est maintenant l'éco-communauté de Las Terrazas (municipalité de Candelaria, province d'Artemisa), considérée comme l'un des grands succès de la révolution.

## Disparition

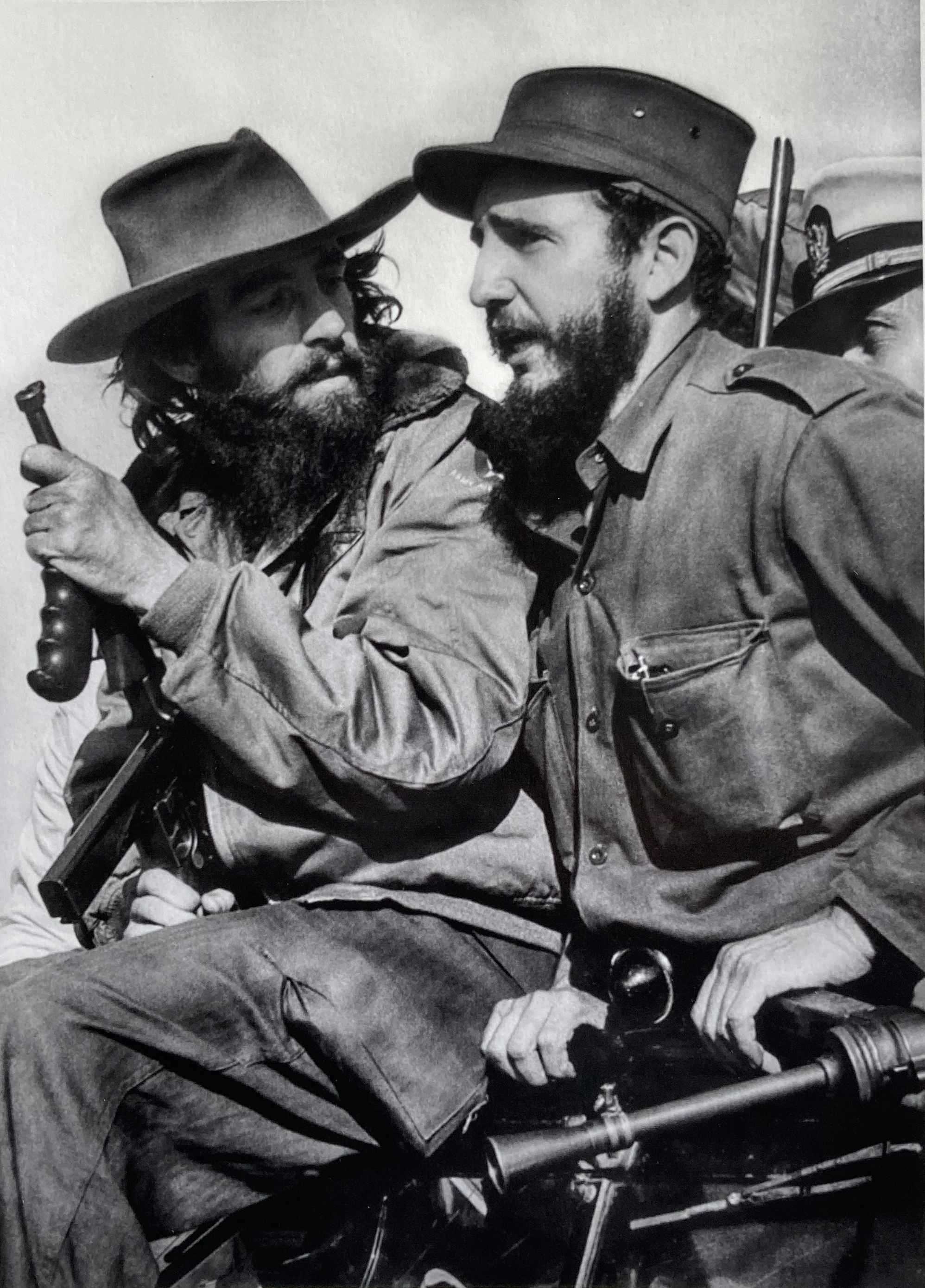
Camillo Cienfuegos et Fidel Castro.

Le 28 octobre 1959, le petit avion, un Cessna 310, dans lequel Camilo Cienfuegos a embarqué pour rentrer à la Havane, disparaît purement et simplement du ciel cubain. Une énorme opération de recherche à laquelle participe son grand ami Che Guevara est lancée. La marine est mobilisée ainsi que les paysans et l'armée pour ratisser le territoire mais sans succès. On ne retrouvera jamais trace de l'appareil.
La thèse de l'accident reste sujet à controverse. Huber Matos déclara en 1987 dans Nadie escuchaba, que Cienfuegos aurait signé son arrêt de mort en assurant à Fidel Castro qu'il n'y avait pas de complot de sa part. Serge Raffy, dans son livre Castro, l'infidèle écrit que le petit Cessna où se trouvait Cienfuegos reçut un message radio, et dévia sa route au-dessus de la mer : un sauvetage à effectuer pendant qu'au même moment un avion de chasse cubain était envoyé à la poursuite d'un avion « venu des États-Unis, qui avait lancé des bombes incendiaires sur les plantations ». Des témoins, ajoute Raffy, auraient vu au même moment une boule de feu au-dessus de la mer, et auraient du reste rapporté l'incident aux forces de police locale. Selon d'autres versions, Cienfuegos aurait été secrètement enlevé et emprisonné sur ordre de Fidel Castro, ou bien, déçu par l'évolution communiste de la révolution, se serait de lui-même exilé vers le Mexique. 
Néanmoins, ces accusations ne reposent que sur des convictions personnelles. Les avions étaient vieux et peu sûrs à l'époque. Ainsi, quelques mois auparavant, le ministre de l'Aviation, Díaz Lanz, s'était perdu dans les marais mais avait été retrouvé au cours des opérations de recherches, auxquelles participait l'avion de Raúl Castro, qui avait dû lui-même procéder à un atterrissage d'urgence, suscitant de nouvelles opérations de recherche.

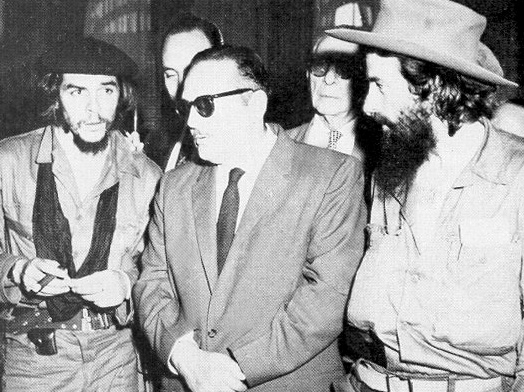
Che Guevara, le président Manuel Urrutia Lleó et Camilo Cienfuegos, 1959.

Les commandants, habitués aux dangers des combats, parcouraient tout le pays en prenant des risques inconsidérés, particulièrement Cienfuegos, dont la rumeur populaire faisait état des folies. Ainsi, un jour où il s'était pendu aux patins d'un hélicoptère, il avait ramené le Che à La Cabaña dans ce même appareil qu'il ne savait pas piloter.
Pour le Che, « C'est l'ennemi qui l'a tué, il l'a tué parce qu'il voulait sa mort. Il l'a tué parce qu'il n'y a pas d'avions sûrs, parce que les pilotes ne sont pas assez qualifiés, parce que surchargé de travail, il voulait être rapidement de retour à La Havane… et c'est son caractère qui l'a tué. Camilo ne mesurait pas le danger, il l'utilisait comme une distraction, il jouait avec lui, il le toréait, l'attirait et le manipulait ; dans sa mentalité de guérillero, aucun nuage ne devait le faire dévier du tracé de sa ligne ».
Comme on suppose qu'en voulant échapper à une tempête, l'avion de Camilo Cienfuegos s'est abîmé en mer, chaque 28 octobre des cérémonies d'hommage sont organisées à Cuba en jetant des fleurs dans la mer et les rivières. Également dans les années 1970, une chanson cubaine a été composée pour lui : Te canto.